# Константин Петровић
Константин Петровић (Земун, 1820—Земун, 26. децембар 1890) био је градоначелник Земуна, први који је изабран из народа након укидања војних градоначелника.

## Биографија и политичка делатност
Рођен је у Земуну, од оца Атанасија (1792-1858) који је био угледан и имућан трговац житом и мајке Марије (1805-1869). Неко време је боравио у Бечу, где се и школовао, захваљујући томе је перфектно говорио немчки.
Догађајима из 1866. у Војводини наступиле су нове прилике, стари режим се полако урушавао. Тако су се у градовима почели бирати градоначелници, насупрот доатадашњим војничким градоначелницима. У децембру 1871. за новог градоначелника изабран је Константин Петровић, кога су још звали и Коча, и он ће на ову позицију ступити 1. јнуара 1872. године. Баш због ових околности његов избор за градоначелника славио се са великим одушевљењем, као неко ново доба које наступа у Земуну.
Константин је свој посао обављао одговорно и озбиљно, под њим је објвљена и рестаурација аутономног чиновништва и изабран први варошки велики капетан, што је у то време представљало високу функцију. Капетан је био непсредно потчињен градоначелнику и имао полицијску власт, али је у неким ситуацијама могао бити и изнад самог градоначелника. Константин ипак није волео да се ишта без његовог знања одлучује. 
Да није било лако променити стару праксу из доба милитарне управе, сведочи и једна епизода из времена Константиновог вршења дужности градоначелника. Наиме, једном је ухапсио човека, без икаквог саслушања, само зато што овај није хтео послушати неку наредбу. Наравно, са новим временима и оваква пракса се променила. Касније и све до краја његове управе није било оваквих случајева и све је текло у реду. Он је много допринео преласку војне управе у грађанску. Одликован је и орденом Фрање Јосифа.
Константин је био човек образован и углађених манира али и слабог здравља, због чега је дао оставку на место градоначелника у децембру 1874. године. Од тада, па све до смрти живео је повучено, бавећи се науком и филозофијом. Нарочито је добро познавао старогрчке филозофе Сократа, Платона и Аристотела. Говорио је немачки и грчки, а бавио се и хемијом, физиком, а проучавао је и Дарвинова дела. Између 1884. и 1885. године почео се бавити теолошким дисциплинама. Говорио је често о хришћанској љубави међу људима, јако је волео јеванђелисту Јована. Неко време касније говорио је како православље не могаше његове земаљске и небесне тежње задовољити и пређе у католичанство. То га је на неко време смирило, али ни тада није био сасвим задовољан. 
Умро је 1890. године у седамдесетој години живота. Његов следбеник на месту земунског градоначелника био је Светозар Јовановић. 